# الخربة (الحيمة الخارجية)

تعديل مصدري - تعديل

الخربة هي إحدى قرى عزلة المخلاف بمديرية الحيمة الخارجية التابعة لمحافظة صنعاء، بلغ تعداد سكانها 54 نسمة حسب تعداد اليمن لعام 2004.